# Cupid's Girl
"Cupid's Girl" (estilizado em letras maiúsculas) é uma canção gravada pela cantora e compositora galesa Marina para seu sexto álbum de estúdio Princess of Power (2025). Foi lançada de forma independente como o segundo single, junto com um visualizer em 21 de março de 2025.
A canção synthpop com batidas de electropop foi composta e produzida pela artista e pelo compositor e produtor americano CJ Baran. Liricamente, é uma referência a Cupido, antigo deus greco-romano do amor. Marina promoveu a música com o lançamento de um visualizer que estreou em seu canal do YouTube e foi dirigido por Logan Rice, onde Marina é vista trajando uma saia amarela e um top espartilho azul, mirando um arco e flecha — uma roupa que lembra o visual de Branca de Neve. Este visual representa metaforicamente a prontidão de Marina para abraçar uma nova era em sua carreira musical.

## Antecedentes e lançamento
Em agosto de 2024, Marina postou um story em sua conta no Instagram tocando um trecho da música, onde é póssível se ouvir ao fundo o efeito sonoro de uma flecha disparada de um arco.
Em 10 de março de 2025, Marina fez um post em sua conta no X (antigo Twitter) com a legenda "Metamorfose completa…" junto com o emoji de arco e flecha, na postagem é possível ver em uma das fotos o letreiro escrito "Cupid". Dois dias depois, ela compartilhou em sua conta no YouTube um vídeo curto do visualizer. Cerca de uma semana depois, no dia 18 de março, Marina anunciou oficialmente "Cupid's Girl" em suas contas de mídia social, revelando seu título com um link de pré-encomenda, sua arte de capa e data de lançamento para cinco dias depois, ela também postou uma prévia de quarenta e um segundos onde ela aparece dublando a música.
Marina lançou "Cupid's Girl" de forma independente em 21 de fevereiro de 2025, sendo distribuído mundialmente nos formatos digitais e de streaming online, com seu visualizer estreando no mesmo dia.

## Composição e letras
"Cupid's Girl" é uma faixa que dura 3 minutos e 28 segundos, escrita em compasso 4/4 e apresenta alta energia um tanto dançante, está na tonalidade de sol maior e tem um andamento de 155 bpm. A progressão de acordes é Ab-Bm-G-G. Os críticos musicais a identificaram como um faixa dançante de synthpop, com "sitentizadores" e "um refrão psicodélico", inspirada no electro-pop, new rave e dark wave. O lirismo da canção faz referência a Cupido, personagem da antiga mitologia greco-romana, deus do desejo, amor erótico, atração e afeto.

## Crítica profissional
A revista Atwood disse que a música "mostra sua abordagem lúdica e empoderada ao amor, marcando o início de uma nova era emocionante em sua música". Um crítico do The Harvard Crimson disse que a música "não faz sentido" e "não oferece uma crítica social a ser apresentada por meio de uma persona kitsch, nem explora nenhuma vulnerabilidade pessoal. Embora essas características não sejam necessárias para um sucesso, o single deixa os ouvintes de longa data de Marina decepcionados, sentindo falta da pungência e da emotividade que muitas vezes acompanham seus trabalhos mais antigos. A análise concluiu: "No final das contas, embora as letras deixem o público querendo um pouco mais da profundidade emocional proporcionada pelas músicas anteriores de sua discografia, o som revelador do novo single de Marina... continua tão cativante quanto sempre."

## Faixas e formatos
- Download digital / streaming[17][18]

1. "Cupid's Girl" — 3:28
2. "Butterfly" — 4:25

## Equipe e colaboradores
Lista-se abaixo todos os profissionais envolvidos na elaboração de "Cupid's Girl", de acordo com o serviço Tidal:
Pessoal
- Marina Diamandis — vocais, compositora, produção
- Christopher John Baran — programador de bateria, engenharia, guitarra, produção, programação, sintetizador
- Nathan Dantzler — engenharia
- Mitch McCarthy — engenharia
- Nick Trapani — engenharia, editor

## Desempenho nas tabelas musicais
| País — Tabela musical (2025) | Melhor posição |
| ---------------------------- | -------------- |
| Reino Unido (Downloads)      | 72             |
| Reino Unido (Vendas)         | 77             |

## Histórico de lançamento
| Região | Data                | Formato                    | Versão   | Gravadora   | Ref.          |
| ------ | ------------------- | -------------------------- | -------- | ----------- | ------------- |
| Várias | 21 de março de 2025 | Download digital streaming | Original | Queenie BMG | [ 17 ] [ 18 ] |